# 東京貨運站

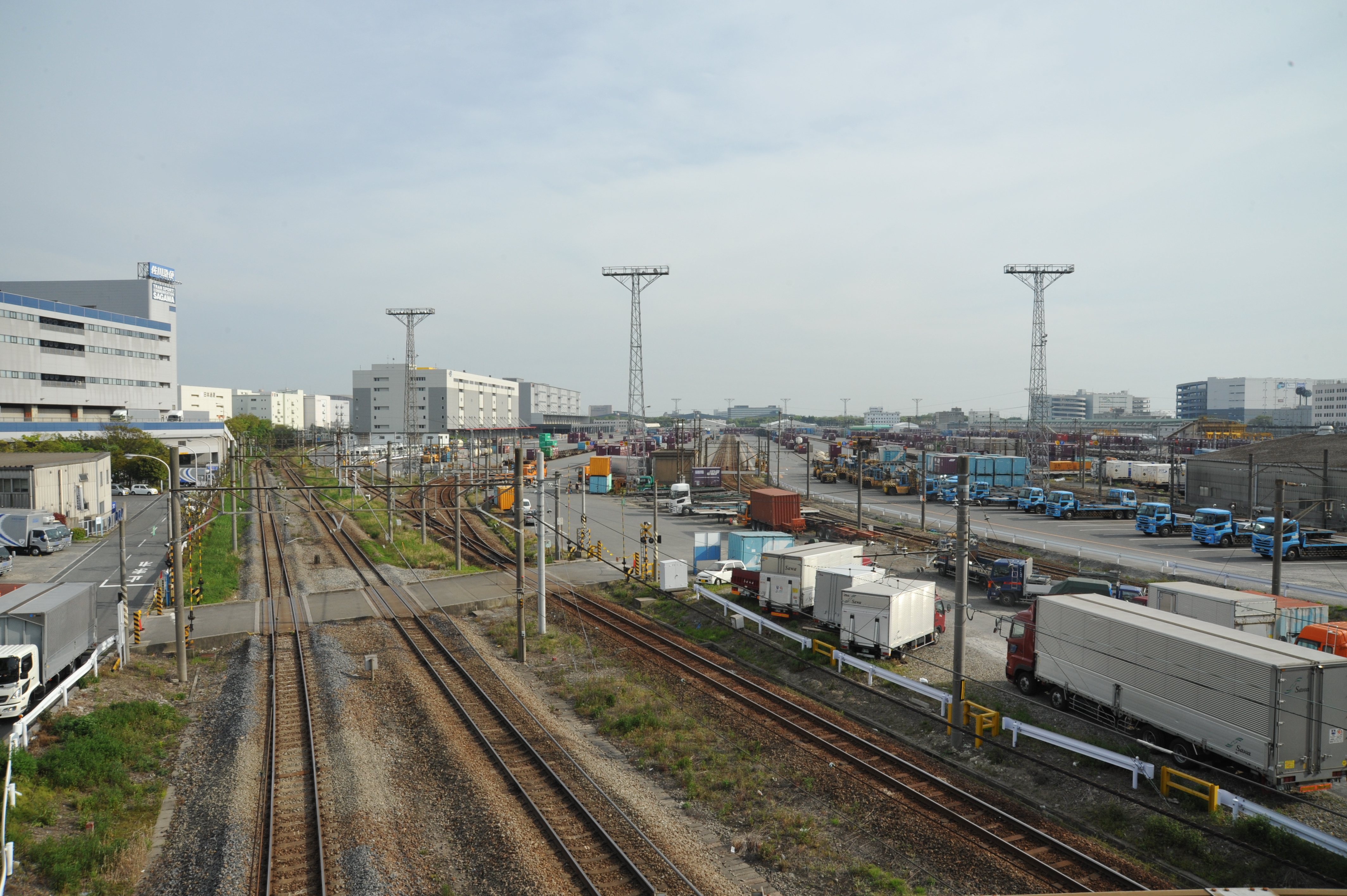
東京貨運站站內一覽（2010年）

東京貨運站 （日语：／ Tōkyō Kamotsu Terminal */?）是位於東京都品川區，屬於日本貨物鐵道（JR貨物）及東日本旅客鐵道（JR東日本）的車站。本站與位於南千住站旁的隅田川站構成了東京都內的兩大貨物車站。
雖然本處名義上也是JR東日本的車站，不過現時並沒有任何客運服務。
而在東京貨運站東側，則為東京國際貨櫃碼頭，到達本站的貨櫃，可透過貨櫃車將貨櫃運送到貨櫃碼頭，再轉送到貨櫃船後沿海路駛至其他地區。

## 車站結構

### 站房

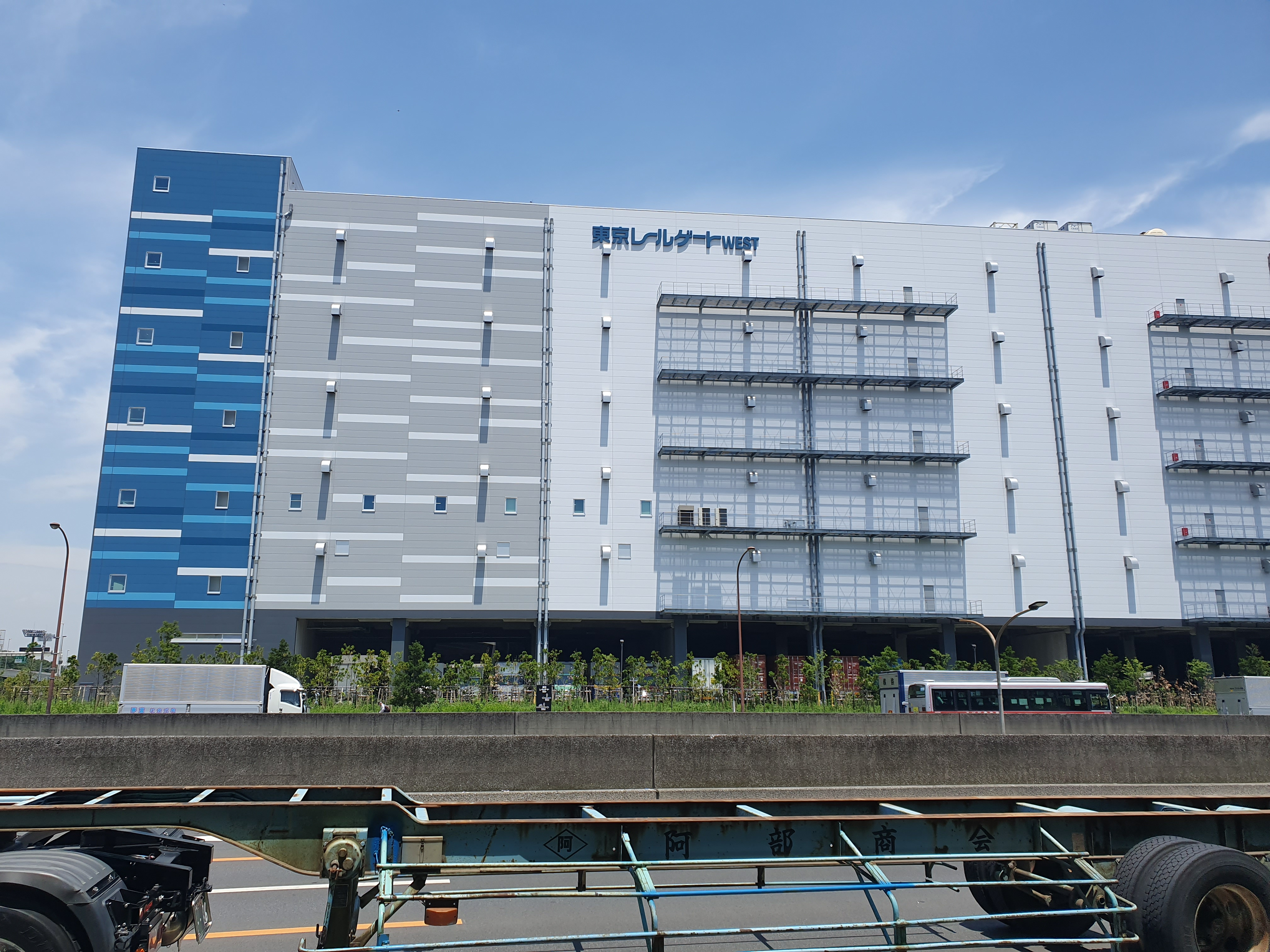
由原東京貨運站站房大樓重建而成的 Tokyo Railgate West。（2021年7月）

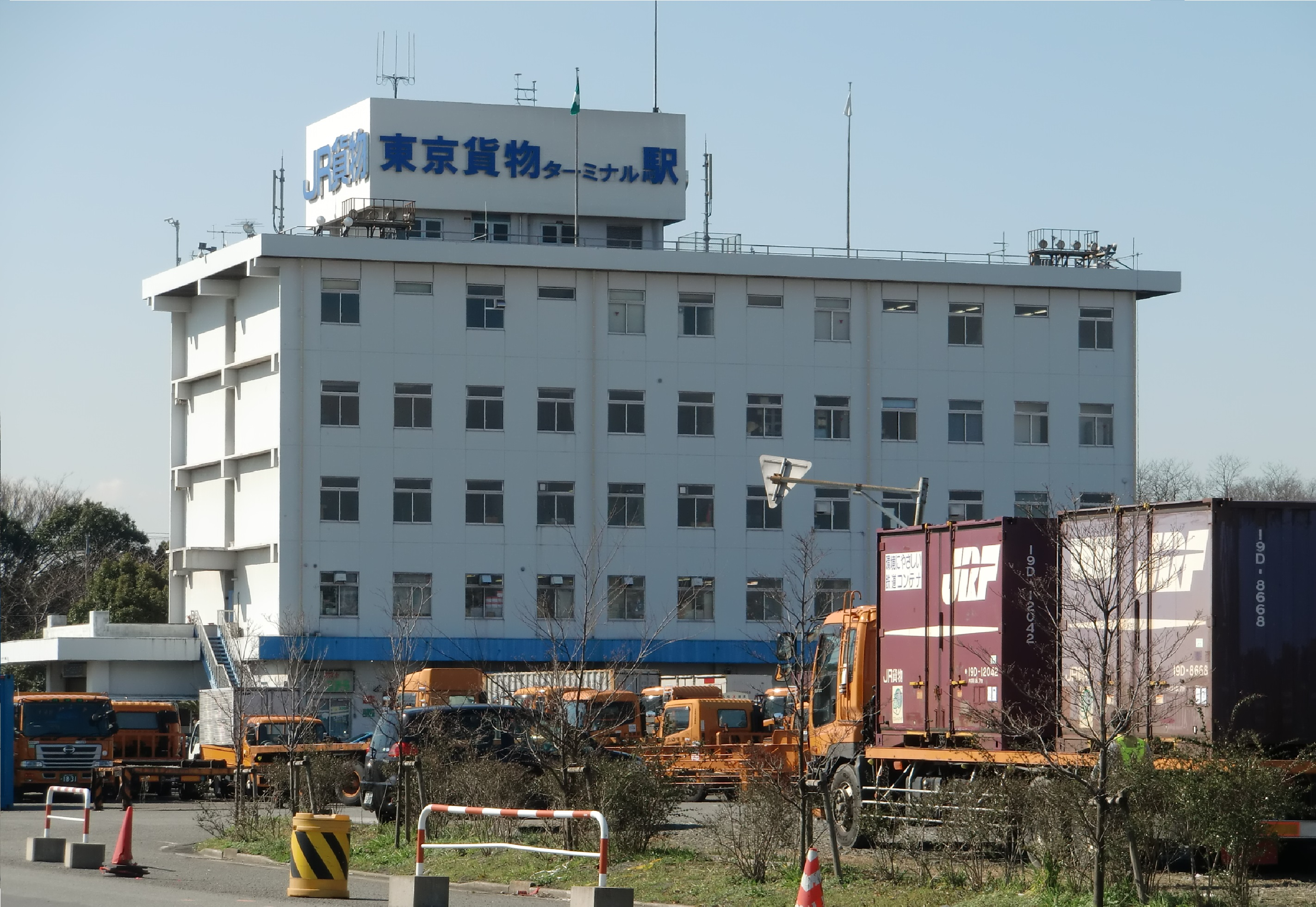
己拆卸的舊東京貨運站站房大樓。

現時，整個貨物車站範圍內共設有十多座建築物，相當部份是用作貨櫃到站後，由其他的速運公司作拆櫃後的貨物處理及分發等的物流程序。辦公大樓設於事務所棟內，於2017年12月年建成，2018年1月由原來的站房大樓遷移至現地。

#### F·Plaza
「F·Plaza」是JR貨物與其他具有經濟合作價值的物流公司共同合作的計劃。JR貨物透過在自身車站用地上興建大樓，再讓物流公司進駐，並透過他們把到站後貨櫃列車上的貨物作物流處理，再分發至其他客戶。這既可節省物流公司不少中途運輸的時間和人力資源，亦能加快貨物發送的所需時間，是一項達至雙羸局面的項目。
現時於東京貨運站內，共有11座F·Plaza，並由下列公司進駐：
- A棟：佐川急便（日语：佐川急便）
- B棟：雅瑪多運輸
- C1棟：Lilycolor（日语：リリカラ）
- C2棟：大和集團（日语：ダイワコーポレーション）
- D棟：近鐵運通
- E棟：東邦藥品（日语：東邦薬品）
- F棟：札幌通運（日语：札幌通運）
- G棟：日本運輸倉庫
- H棟：SINCERE（日语：シンシア）
- I棟：シンシア
- J棟：DHL
- L棟：日本通運

#### 東京 Railgate
位於車站的最南方，當中包括原來的車站站房大樓。2018年1月隨新建成的事務所棟建成後，原來部門均遷到新大樓。舊站房大樓被拆去，與右側的空地重新規模為兩座新的物流大樓。最初JR貨物稱這兩座新建大樓為「F·Plaza M棟及N棟」，後來改稱為「東京Railgate West」及「東京Railgate East」。每一棟再可分為東園區及西園區，其中「東京Railgate West」已於2020年2月完工，亦有商戶進駐；「東京Railgate East」預計於2022年7月竣工。

#### 事務所棟
位於「東京Railgate West」的北邊，是第二代的貨運站站房，所有站內相關的部門，以及JR貨物的國際營業課皆在此辦公。

### 處理類型
本站現時可處理12呎小型、20呎中型（標準模式及24噸負重）、30呎及40呎大型貨櫃、及符合ISO 668規格的20呎國際海運標準貨櫃，亦已獲得許可運載不同類型的工業廢料，是JR貨物於關東地區中可處理各種貨櫃的三大總站之一。

## 歷史
- 1973年10月1日：日本國鐵於品川區勝島一丁目及二丁目、大井埠頭其中一塊填海地興建貨物車站，以處理貨櫃及小型行李運托服務[3]。首階段共設有貨櫃月台2個，線道3條。
- 1974年10月1日：營業範圍擴展至貨櫃貨物處理[4]。
- 1979年10月1日：全6個貨櫃月台及11條線道完成，全全面開業。
- 1983年8月20日：東京貨物開發旗下的物流設施開始營運。
- 1986年11月1日：公文上開始旅客業務開始[5]，昇格為一般站（但實際上至今仍從未有任客運列車服務）。
- 1987年4月1日：國鐵分割民營化，本站改為JR貨物及JR東日本的車站。另外車站西側的路軌基地完成，原西側的1面2線撤去，改於最東側加建1面1線。
- 1992年：

- 7月1日：F·Plaza東京B棟大樓落成啟用。
- 12月1日：F·Plaza東京A棟落成啟用。

- 1997年3月：F·Plaza東京C1及C2棟落成啟用。
- 1998年：

- 3月2日：F·Plaza東京H及I棟落成啟用。
- 12月14日：F·Plaza東京J棟落成啟用。

- 1999年10月1日：F·Plaza東京D棟落成啟用。
- 2000年12月28日：取得ISO 9002認証。
- 2002年2月28日：F·Plaza東京G棟落成啟用。
- 2003年7月1日：F·Plaza東京F棟落成啟用。
- 2006年7月25日：F·Plaza東京E棟落成啟用。
- 2007年：

- 3月18日：站內改良工事完成，共設有5個貨櫃月台及10條線道。
- 11月29日：F·Plaza東京L棟落成啟用。

- 2013年5月5日：因應開業40年記念而首度舉行公開開放活動[7]。
- 2014年9月：公佈將興建2棟採用多租戶技術的物流施設大樓[8]，最初命名為F·Plaza東京M棟及N棟，後來改稱為「東京Railgate West」及「東京Railgate East」。
- 2017年12月1日：新東京貨運站事務所棟及相連的立體駐車場完工[9]。
- 2020年2月：東京Railgate West竣工[10]。
- 2022年7月：預計東京Railgate East竣工[11]。